# I Am Kurious, Oranj
I Am Kurious, Oranj è l'undicesimo album in studio del gruppo musicale britannico The Fall, pubblicato nel 1988.

## Tracce
1. New Big Prinz – 3:25 (testo: Craig Scanlon, Marcia Schofield, Mark E. Smith, Stephen Hanley)
2. Overture from 'I Am Curious, Orange' – 2:48 (testo: Brix Smith)
3. Dog Is Life/Jerusalem – 8:54 (testo: William Blake, M. Smith)
4. Kurious Oranj – 6:20 (testo: Hanley, M. Smith, Simon Wolstencroft)
5. Wrong Place, Right Time – 2:52 (testo: M. Smith)
6. Guide Me Soft – 2:15 (testo: M. Smith)
7. C.D. Win Fall 2088 AD – 4:41 (testo: M. Smith, Schofield)
8. Yes, O Yes – 3:25 (testo: B. Smith, M. Smith)
9. Van Plague? – 4:56 (testo: B. Smith, M. Smith)
10. Bad News Girl – 5:22 (testo: B. Smith, M. Smith)
11. Cab It Up! – 4:54 (testo: M. Smith)
12. Last Nacht – 3:56 (testo: M. Smith, Simon Rogers)
13. Big New Priest – 3:08 (testo: Hanley, Scanlon, Schofield, M. Smith)

## Formazione
- Mark E. Smith – voce
- Craig Scanlon – chitarra acustica, chitarra elettrica
- Brix Smith – chitarra elettrica, voce, percussioni
- Stephen Hanley – basso
- Simon Wolstencroft – batteria
- Marcia Schofield – tastiera, percussioni